# Jhonnatan Botero
Jhonnatan Botero Villegas (El Retiro, 27 de abril de 1992) é um ciclista colombiano de ciclismo de montanha. Entre suas conquistas mais importantes está a medalha de ouro por equipes na Singapura 2010. Ficou em quinto lugar no ciclismo de montanha nas Olimpíadas do Rio de Janeiro 2016.

## Carreira esportiva

### Início
A paixão de Botero pelo ciclismo começou ainda jovem. Ele sempre foi para a escola de bicicleta, no município de El Retiro, em Antioquia, sua cidade natal. Além disso, quando ele entrou na universidade, ele nunca parou de treinar antes de ir para a aula, então ele estava sempre em contato com uma bicicleta.
Seu início no ciclismo de montanha se deve em parte ao seu tio, John Jairo Botero, quem, morando na Itália, era apaixonado por esse esporte.
Com o apoio de seu treinador, Héctor Pérez, ele começou sua carreira rumo aos Jogos Olímpicos da Juventude de Singapura em 2010.

### Participação em competências
A carreira esportiva de Jhonnatan Botero é identificada por sua participação nos seguintes eventos nacionais  e internacionais:

#### Jogos Olímpicos da Juventude
Seu triunfo foi reconhecido pela conquista da segunda medalha de ouro para a Colômbia nos Jogos Olímpicos da Juventude, com a seleção daquele país, nos jogos de Singapura 2010.
Durante a primeira edição dos jogos, Botero se destacou ao se tornar o segundo atleta com medalha de ouro entre todos os participantes colombianos do evento, obtendo vitória sobre a equipe italiana em 17 de agosto, graças ao seu desempenho no ciclismo de montanha.

#### Jogos Olímpicos de Rio de Janeiro 2016
Botero teve uma grande participação no ciclismo de montanha dos Jogos Olímpicos do Rio de Janeiro, onde ficou em quinto lugar e deu à Colômbia o vigésimo segundo diploma olímpico nesta competição desportiva.

#### Campeonato Pan-Americano de MTB, Colômbia
Durante este evento, realizado em 2018, Botero conquistou a medalha de ouro no revezamento por equipes, juntamente com a participação de suas companheiras de equipe Valentina Abril e Leydy Mera.
Nesta competição, realizada na cidade de Pereira, Risaralda, o segundo lugar foi ocupado pela equipe costarriquenha e o terceiro pelo México.

#### Campeonato Pan-Americano de MTB, Porto Rico
Em 2021, Botero participou do Campeonato Pan-Americano de ciclismo de montanha (MTB), realizado em Salinas (Porto Rico), obtendo o segundo lugar, atrás do mexicano Gerardo Ulloa.

## Palmarés

### Jogos Olímpicos
- Rio de Janeiro 2016
  - 5º no ciclismo de montanha

### Campeonatos Pan-Americanos
- Guatemala 2010
  -  Ouro - Revezamento misto
  -  Ouro - Categoria júnior de ciclismo de montanha

- San Miguel de Tucumán 2013
  -  Ouro - Ciclismo de montanha sub-23

- Londrina 2014
  -  Ouro - Ciclismo de montanha sub-23

- Pereira 2018
  -  Ouro - Revezamento misto, junto com Laura Valentina Abril e Leidy Mera

- Salinas 2021
  -  Prata - Ciclismo de montanha

### Jogos da América Central e do Caribe
- Barranquilla/Cali 2018
  -  Prata - Ciclismo de montanha

### Jogos Olímpicos da Juventude
- Singapura 2010
  -  Ouro - Ciclismo de montanha por equipas, junto com Jessica Legarda, Brayan Ramírez e David Oquendo

### Jogos Bolivarianos
- Santa Marta 2017
  -  Bronze - Ciclismo de montanha

### Campeonatos na Colômbia
- 2014
  -  Ouro - Ciclismo de montanha
- 2015
  -  Ouro - Ciclismo de montanha
- 2016
  -  Ouro - Ciclismo de montanha
- 2018
  -  Prata - Ciclismo de montanha
- 2019
  -  Prata - Ciclismo de montanha
- 2022
  -  Bronze - Ciclismo de montanha